# 룸비아 트룬카타
룸비아 트룬카타(Roombia truncata)는 카타블레파리스류에 속하는 편모충류의 일종으로 종속영양을 하는 단세포 진핵생물이다.
2009년 무렵, 카타블레파리스류 중에서 처음으로 세포 배양이 시작된 종이다. 이 배양균은 룸비아속, 깃돌말속 그리고 미확인 박테리아로 이루어져 있으며, 깃돌말속은 룸비아속의 주요 먹이로 제공되지만, 룸비아속 또한 그 박테리아를 먹고 산다.
룸비아(Roombia)라는 학명은 로봇 진공청소기 "룸바"(Roomba)의 이름을 따서 지었다.